# 平成ジャンプ (ネット用語)
平成ジャンプ、平成JUMP（へいせいジャンプ）とは、日本のインターネットスラング。「昭和時代に生まれた人物が、未婚のまま平成時代を終え、令和時代を迎えること」を指す。また、昭和時代に生まれた人物が平成に結婚しても子供が生まれないまま令和を迎えても同じ。「平成を飛び越える」という意味とアイドルグループ「Hey! Say! JUMP」を掛け合わせた言葉。平成ジャンパー、平成JUMPER（へいせいジャンパー）とも。

## 歴史
初出は、平成の天皇陛下（明仁、退位後は上皇）の2019年の生前退位および新元号の発表予定が報道された2017年（平成29年）10月ごろとされる。その後、年が明け現実味を帯びてきたからか、2018年（平成30年）1月ごろに話題となった。2018年12月13日にはNHKニュースがTwitterでこの言葉について触れている。

## 反響
2018年1月にツイート（Twitterでの発言）が話題になった際は、「面白い」などのポジティブな意見が多かった。
しかし、12月にNHKニュースがツイートした際は、以前話題になった時期から間隔が空いていたにもかかわらず「定番ネタ」のように発言するNHK側と乖離が大きく、「聞いたことない」などの否定的な意見が多かったほか、「差別的」「セクハラ」「蔑視」など言葉自体に対する批判も見られた。
一方、2019年4月に新元号が発表されると、テレビで報道されたり芸能人が単語に触れるなどして、市民権を得たといえる。